# Mariusz Pudzianowski

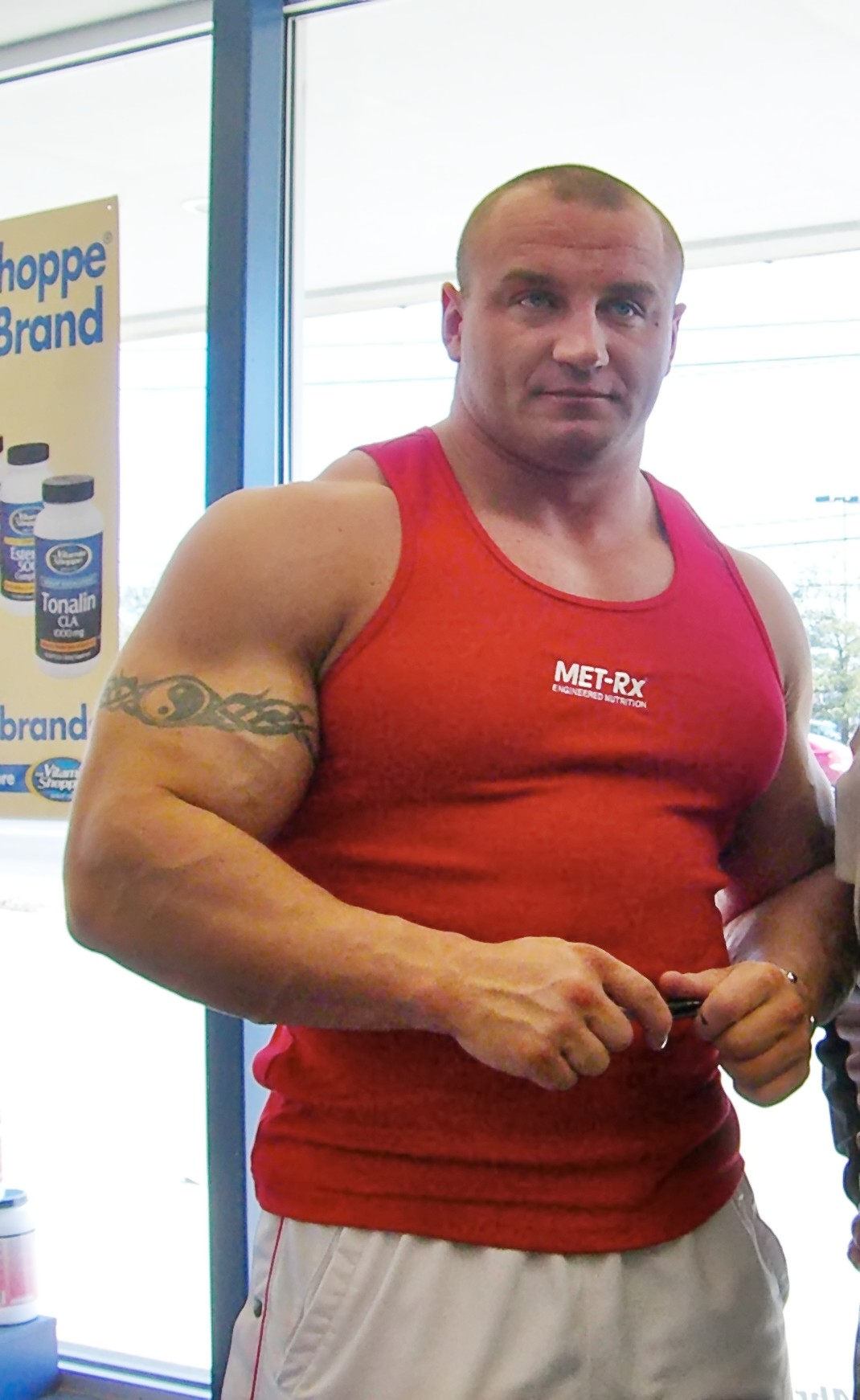
Mariusz Pudzianowski (2006)

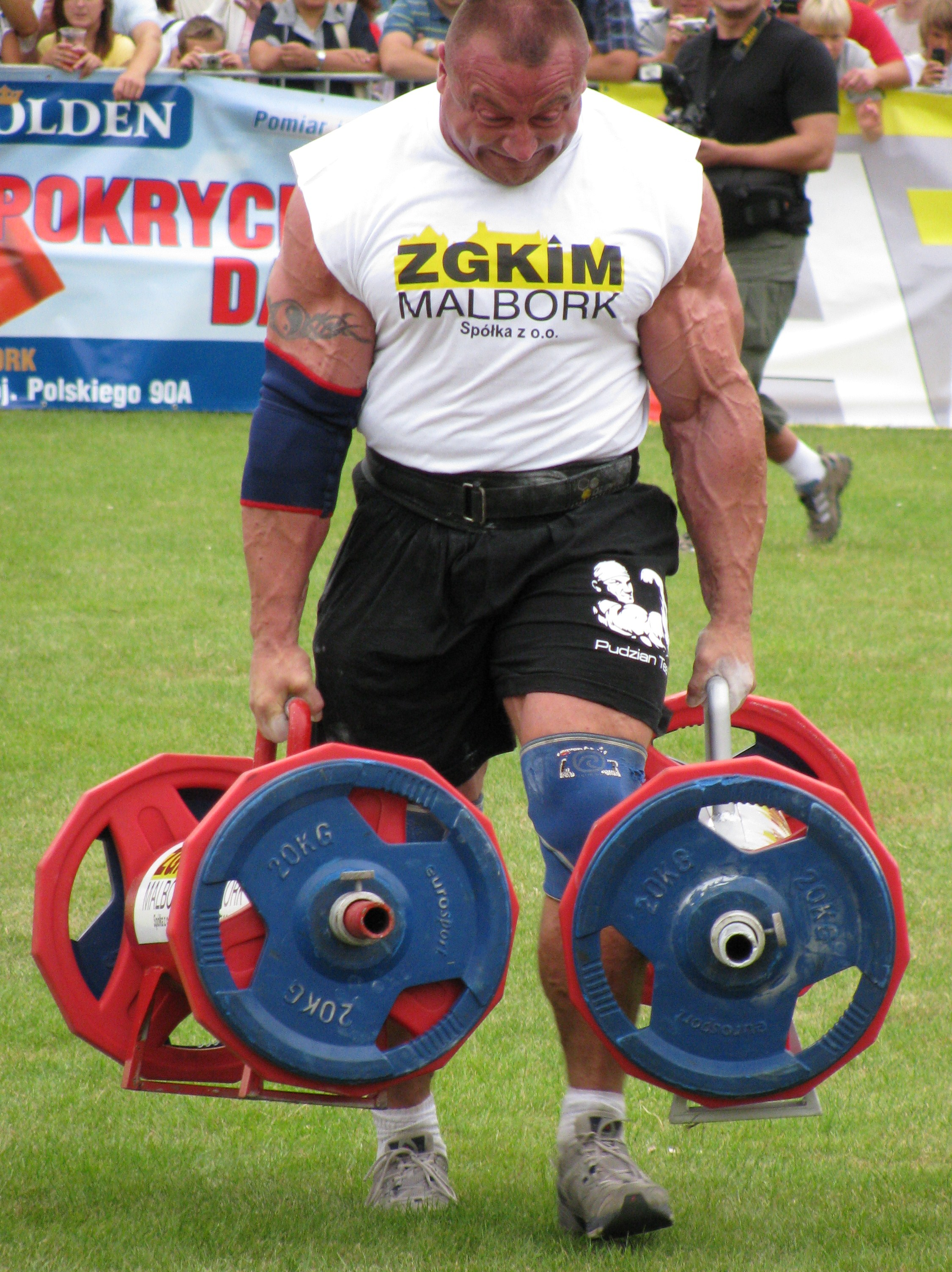
Mariusz Pudzianowski (2009)

Mariusz Zbigniew Pudzianowski (* 7. Februar 1977 in Biała Rawska, Polen) ist ein polnischer Strongman und MMA-Kämpfer. Der Strongman-Rekordtitelträger ist auch unter den Spitznamen Pudzian, Dominator oder Pyton bekannt.

## Leben
Mariusz Pudzianowski begann am 7. Dezember 1990 mit Krafttraining. Mit 16 Jahren nahm er zum ersten Mal an einem Kraftsport-Wettbewerb teil, einer Bankdrück-Meisterschaft, bei der er 160 kg drückte. Zwei Jahre später steigerte er sich auf 205 kg. Daneben macht Pudzianowski seit seinem elften Lebensjahr regelmäßig Kyokushin-Karate und war als Boxer aktiv. Mehrere Jahre spielte er außerdem für den polnischen Verein KS Budowlani Łódź als Stürmer Rugby.
Seinen ersten Strongman-Wettbewerb bestritt Pudzianowski am 1. Mai 1999 in Płock. Seine internationale Karriere startete er im Jahr 2000 mit einem vierten Platz bei World’s Strongest Man. Im Jahr 2002 erreichte Pudzianowski den ersten Platz. Diesen Erfolg wiederholte er 2003, 2005, 2007 und 2008. Damit ist er mit fünf Siegen der alleinige Rekordtitelträger vor den jeweils viermaligen Siegern Jón Páll Sigmarsson, Magnús Ver Magnússon, Žydrūnas Savickas und Brian Shaw. Im Jahr 2004 wurde Pudzianowski von der IFSA für ein Jahr vom Wettbewerb disqualifiziert, außerdem wurde er gebeten sein Preisgeld zurückzugeben. Dies wollte er jedoch nicht akzeptieren, woraufhin ein Verfahren von der IFSA gegen Pudzianowski erfolgte, das letztendlich, ohne ihm Strafmaßnahmen zu erteilen, eingestellt wurde.
2009 begann Pudzianowski als MMA-Kämpfer aktiv zu werden. Er bestritt zwei siegreiche Kämpfe für den polnischen Veranstalter Konfrontacja Sztuk Walki und verlor danach beim amerikanischen MMA-Event Moosin - God of Martial Arts gegen Tim Sylvia. Im September 2010 besiegte er Eric Esch in Łódź.
In Polen hat Pudzianowski einen Kultstatus erreicht, welcher ihm zu vielen Gastauftritten in Fernseh- und Radiosendungen verhalf. So nahm er unter anderem an der polnischen Version von Dancing with the Stars teil.

## Persönliche Rekorde
- Bankdrücken 290 kg
- Kniebeugen 380 kg
- Kreuzheben 415 kg

## Erfolge
- Jahr: 1999
  - 1. Platz - Polnischer Pokal Warka Strongman
  - 3. Platz - World Team Championship in China
- Jahr: 2000
  - 1. Platz - Polnischer Strongman
  - 2. Platz - Mannschaftsweltmeisterschaft Strongman in Ungarn
  - 4. Platz - World's Strongest Man, in Südafrika
- Jahr: 2002
  - 1. Platz - World's Strongest Man in Malaysia
  - 1. Platz - World's Giants
  - 1. Platz - Europameisterschaft Strongman in Gdynia
  - 2. Platz - Polnischer Strongman
- Jahr: 2003
  - 1. Platz - Polnischer Pokal Strongman
  - 1. Platz - Weltpokal Super Series
  - 1. Platz - Mannschaftsweltmeisterschaft Strongman in Ungarn
  - 1. Platz - World's Strongest Man, in Sambia
  - 1. Platz - Europameisterschaft Strongman in Ełk
  - 1. Platz - World Record Breakers
- Jahr: 2004
  - 1. Platz - Polnischer Pokal Strongman
  - 1. Platz - Mannschaftsweltmeisterschaft Strongman in Płock
  - 1. Platz - Europameisterschaft Strongman in Jelenia Góra
  - 3. Platz - World's Strongest Man, auf den Bahamas
  - 5. Platz - Arnold's Classic Strongman in den USA
- Jahr: 2005
  - 1. Platz - World's Strongest Man, in Chengdu, China
  - 1. Platz - Polnischer Pokal Strongman
  - 1. Platz - Mannschaftsweltmeisterschaft Strongman in Posen
  - 1. Platz - Weltpokal Super Series
- Jahr: 2006
  - 1. Platz - Polnischer Strongman
  - 1. Platz - Weltpokal Super Series
  - 2. Platz - World's Strongest Man, in Sanya, China
  - 6. Platz - Arnold's Classic Strongman in den USA
  - 1. Platz - World - Strongman Cup - Overall Winner 2006
- Jahr: 2007
  - 1. Platz - Polnischer Strongman
  - 1. Platz - Europameisterschaft Strongman in Łódź
  - 1. Platz - World's Strongest Man, in Anaheim, Kalifornien, USA
- Jahr: 2008
  - 2. Platz - Mohegan Sun Super Series, in Uncasville, Connecticut, USA
  - 1. Platz - Poland vs. The World, mit Polen als Sieger, in Polen
  - 1. Platz - World Strongman Federation Grand Prix, in Russland
  - 1. Platz - Poland Cup, in Polen
  - 1. Platz - World Strongman Federation Grand Prix - Belarus, in Silichy, Belarus
  - 1. Platz - World's Strongest Man, in Charleston, West Virginia, USA
- Jahr: 2009
  - MMA-Kampf (KSW XII) Sieg gegen Marcin Najman
- Jahr: 2010
  - MMA-Kampf (KSW XIII) Sieg gegen Yusuke Kawaguchi
  - MMA-Kampf (KSW XIV) Sieg gegen Eric "Butterbean" Esch

## MMA-Wettkampfbilanz
| Resultat   | Bilanz    | Gegner            | Ergebnis                | Veranstaltung                    | Datum              | Runden | Zeit | Ort                   | Anmerkungen                                                        |
| ---------- | --------- | ----------------- | ----------------------- | -------------------------------- | ------------------ | ------ | ---- | --------------------- | ------------------------------------------------------------------ |
| Sieg       | 5-2-0-(1) | Christos Piliafas | Aufgabe                 | KSW 20: Symfonia Walki           | 15. September 2012 | 1      | 3:48 | Gdańsk / Sopot, Polen |                                                                    |
| Sieg       | 4-2-0-(1) | Bob Sapp          | Aufgabe                 | KSW 19                           | 12. Mai 2012       | 1      | 0:39 | Łódź, Polen           |                                                                    |
| No contest | 3-2-0-(1) | James Thompson    | nach Punkten (ungültig) | KSW 17: Zemsta                   | 26. November 2011  | 2      | 5:00 | Łódź, Polen           | Fehler des Ringrichters (Unentschieden bzw. 3. Runde erforderlich) |
| Niederlage | 3-2-0     | James Thompson    | Aufgabe                 | KSW 16                           | 21. Mai 2011       | 2      | 1:05 | Danzig, Polen         |                                                                    |
| Sieg       | 3-1-0     | Eric Esch         | Aufgabe                 | KSW 14 - Judgment Day            | 18. September 2010 | 1      | 1:16 | Łódź, Polen           |                                                                    |
| Niederlage | 2-1-0     | Tim Sylvia        | Aufgabe                 | Moosin - God of Martial Arts     | 21. Mai 2010       | 2      | 1:43 | Worcester             |                                                                    |
| Sieg       | 2-0-0     | Yusuke Kawaguchi  | nach Punkten            | KSW 13 - Kumite                  | 7. Mai 2010        | 2      | 5:00 | Kattowitz, Polen      |                                                                    |
| Sieg       | 1-0-0     | Marcin Najman     | Aufgabe                 | KSW 12 - Najman vs. Pudzianowski | 11. Dezember 2009  | 1      | 0:43 | Warschau, Polen       | MMA-Wettkampfdebüt beider Kämpfer                                  |